# Chiesa di Santa Maria dell'Alto
La Chiesa di Santa Maria dell'Alto, detta anche Chiesa Matrice o la Matrice, è un luogo di culto cattolico sito in Paternò, in provincia di Catania. È suffraganea alla Chiesa della Santissima Annunziata.

## Storia
La fondazione della chiesa, sull'antico abitato di Paternò concentrato sul colle, risale al 1072, in epoca normanna, e molto probabilmente fu costruita su una chiesa in rovina risalente all'epoca bizantina. Fonti storiche affermano che sul medesimo sito, in età antica sorgeva un tempio pagano dedicato alla dea Ibla.
La chiesa fu fondata per opera del Gran conte Ruggero I di Sicilia, con il titolo di Santa Maria del Signore, divenuta patrona di Paternò, che con diploma del 30 settembre 1114 concesso da Angerio da Sant'Eufemia, vescovo di Catania, fu esentata dalla giurisdizione della Chiesa catanese. Il re Ruggero II di Sicilia, figlio del predetto Gran conte, con diploma dato il 15 gennaio 1130, elevò il tempio a basilica e Chiesa Regia. Già dopo la morte del Gran conte Ruggero, avvenuta nel 1101, la chiesa assieme ad altri beni, fu donata all'Ordine di Santa Maria di Valle Josaphat, e con ciò resa suffraganea dell'omonima chiesa sorta a ridosso del colle per volontà della consorte, la contessa Adelasia del Vasto. L'atto di donazione venne ratificato con bolla emanata da papa Innocenzo II il 18 maggio 1140, con la quale il pontefice confermava la prioria alla chiesa della Valle di Josaphat. Un successivo diploma venne dato nel 1205 dal vescovo Ruggero Orbus, col quale riconosceva all'arcidiacono di Paternò diritto di sacra visita nei confronti delle comunità religiose del territorio.
In epoca aragonese, la regina Eleonora d'Angiò conferì al tempio il beneficio dell'extraterritorialità, che garantiva diritto d'asilo ai rei che l'avessero invocato, e nel 1342, ad opera dell'arciprete Michele Caropepe, godette di vari interventi e, come sembra, di nuove fabbriche, attestate da un'epigrafe che si conserva murata sull'alto della porta di accesso all'antica canonica: «J[esu] D.[omini] A.[nno] MCCCXXXXII hoc opus fare fecit Michaeli di Carupipi». Più vasti interventi seguirono nel XV secolo, con l'esecuzione di varie opere di rifacimento e del riattamento delle strutture deteriorate dal tempo e bisognevoli di restauri, oltre che della decorazione interna.
Una transazione del 1508, in forza della quale l'arciprete Bernardo de Capo concedeva in enfiteusi un appezzamento di terreno di proprietà della chiesa e una fitta serie di atti soggiogatori e bollatici dei secoli successivi, attestano inoltre che la parrocchia era dotata di un ricco patrimonio immobiliare. Il 24 novembre 1559, il vescovo di Catania, Nicola Maria Caracciolo elesse la chiesa a collegiata, e con breve del 16 luglio 1564 il pontefice Pio IV approvò la costituzione del collegio. Questo collegio, con privilegio del 23 aprile 1635 dato dal vescovo Flaminio Paternò, fu composto da sedici parroci, e il 3 maggio 1670, il vescovo Michelangelo Bonadies istituiva il capitolo della collegiata, con tre dignità - prevosto, cantore e tesoriere - dodici canonici e sei mansionari. Una bolla del 21 marzo 1688 del papa Innocenzo XI, resa esecutiva il 31 ottobre 1689, annesse la cura delle anime alle Tre Dignità della Matrice di Paternò.
Nel XVIII secolo, l'edificio subì nuove trasformazioni, tra cui il cambio di orientamento, per avere il nuovo accesso rivolto verso la città, il cui abitato si era spostato nella parte orientale sulla pianura sottostante. Infatti il tempio in origine aveva le absidi rivolte verso la città e la facciata principale era rivolta verso la valle del Simeto, dove si sviluppava il borgo antico. I lavori per l'inversione dell'orientamento della chiesa, furono effettuati con molta probabilità nel 1690, anno impresso nell'architrave di una delle finestre laterali del tempio. Dopo il terremoto del 1693, il bene fu ricostruito interamente in stile barocco, e i lavori per il rifacimento della facciata risalgono probabilmente all'ultimo ventennio del XVIII secolo. Alla stessa epoca risalgono i lavori degli interni, che videro la sostituzione della primitiva copertura in capriate lignee con una volta a botte e la realizzazione degli archi della navata centrale in ordine tuscanico, che poi in epoca recente furono disintonacati perché erroneamente ritenuti di epoca medievale. L'orientamento dell'ingresso segnò una svolta molto importante, infatti verso il 1782 venne costruita la monumentale scalinata, che dai piedi della rocca sale fino al sagrato della chiesa, creando un bellissimo insieme monumentale.
A partire dal 1715, la Collegiata paternese era retta da quattro dignità (prevosto, cantore, tesoriere e decano) e da dodici canonici. Nella seconda metà del predetto secolo, la Chiesa Matrice di Paternò, proprietaria di numerosi beni, dovette affrontare cause giudiziarie contro il Demanio e contro l'Arcidiocesi di Catania, con quest'ultima, a quel tempo retta dal cardinale Giuseppe Benedetto Dusmet, che ne reclamava il possesso.
Il 3 febbraio 1915, la basilica di Santa Maria dell'Alto, fu aggregata sotto un'unica parrocchia alla Chiesa della Santissima Annunziata dalla Curia catanese, e perse il titolo di Chiesa madre in favore di quest'ultima. Nella chiesa della Santissima Annunziata, furono trasferiti i quadri ospitati alla Matrice, e a partire da quella data iniziò il declino dell'antica fabbrica che culminò nel lungo periodo di chiusura. Chiusa agli inizi degli anni cinquanta del XX secolo, fu sottoposta a interventi di restauro nei decenni successivi, e riaperta al pubblico nel 1992.

## Descrizione

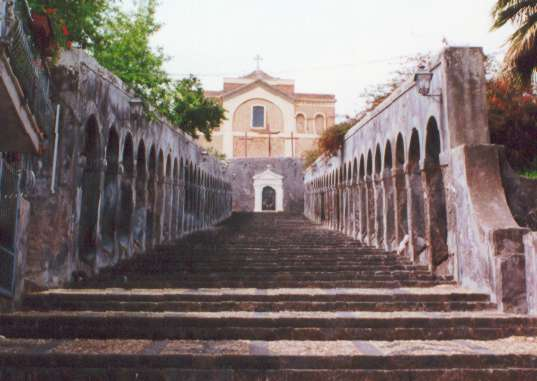
Scalinata della Matrice

La chiesa è a pianta basilicale con tre navate, divise da due lunghe file di possenti pilastri realizzati con conci in pietra lavica a vista, su cui si impostano archi a tutto sesto sempre in pietra lavica, sormontati da un cornicione tuscanico.  L'originale copertura del tempio era costituita da capriate lignee intagliate, sostituite nel Settecento da una lunga volta in muratura. Alcune di queste capriate sono esposte nel corridoio adiacente alla sacrestia.
Le diverse epoche, e i tempi di costruzione e rifacimento, hanno conferito alla chiesa diversi stili: dalla nuda pietra lavica del colonnato si passa al barocco e al neoclassico. Molti altari trovano posto nelle navate laterali, e sono completati da grandi tele, alcune delle quali sono state trafugate. Le tele esposte sono: La Madonna con le anime purganti, Santa Barbara con le Sante Lucia ed Agata, il martirio di San Vincenzo e San Lorenzo; nella navata di destra, conclusa dalla cappella del Crocifisso, scultura lignea secentesca contornata da un grandioso reliquiario barocco. In questa navata fa mostra di sé un antico pulpito in stile barocco; tutto il legno intagliato, di color bianco e oro.
La navata di sinistra ospita le tele di San Pietro in Cattedra e dell'Angelo Custode. La cappella in fondo è dedicata al Sacramento ed è arricchita da un altare in marmi intarsiati, sormontato da un tabernacolo intarsiato. Una statua di San Vincenzo martire è esposta in chiesa, e risale al 1500.
Molto interessante è il pavimento di queste due navate laterali, tutto in cotto ceramicato, dai colori policromi.
L'altare maggiore che si eleva sopra una scalinata in pietra lavica accoglie la tavola bizantina della Madonna Nera con il Bambino in braccio, chiusa dentro una cornice lignea intagliata e indorata. Il coro ligneo barocco del 1650 circa completa l'arredo del presbiterio.
Da una porta laterale si accede alla sacrestia. Un tempo aula capitolare, circondata da un mobilio ligneo del Settecento, dove prendevano posto i numerosi canonici della Matrice, ovvero i preti che facevano parte del Capitolo collegiale.
La grandiosa e alta facciata fu realizzata nel tardo XVIII secolo in stile neoclassico. È costituita da un portale principale d'ingresso, affiancato ai due lati da due finestre quadrate, sormontato da una finestra rettangolare, a sua volta affiancata ai due lati da due celle campanarie per lato. Nella parte posteriore dell'edificio, verso il cimitero, sono, invece, ancora percepibili i resti dell'antico prospetto medievale.